# Czaplinek (gmina)
Czaplinek – gmina miejsko-wiejska we wschodniej części województwa zachodniopomorskiego, w powiecie drawskim. Siedzibą gminy jest miasto Czaplinek.
Według danych z 31 grudnia 2016 r. gmina miała 11 974 mieszkańców.
Miejsce w województwie (na 114 gmin): powierzchnia 8., ludność 32.

## Położenie
Gmina znajduje się we wschodniej części województwa zachodniopomorskiego, we wschodniej części powiatu drawskiego. Gmina leży na pojezierzach: Drawskim i Szczecineckim oraz Równinie Wałeckiej. Tereny leśne zajmują 40% powierzchni gminy, a użytki rolne 40%.
Gmina stanowi 20,7% powierzchni powiatu.
Sąsiednie gminy:
- Wierzchowo i Złocieniec (powiat drawski)
- Barwice i Borne Sulinowo (powiat szczecinecki)
- Połczyn-Zdrój (powiat świdwiński)
- Wałcz (powiat wałecki)
- Jastrowie (powiat złotowski) w województwie wielkopolskim

Do 31 grudnia 1998 r. wchodziła w skład województwa koszalińskiego.

## Demografia
Według danych z 31 grudnia 2016 r. gmina miała 11 974 mieszkańców, co stanowiło 20,7% ludności powiatu. Gęstość zaludnienia wynosi 32,8 osoby na km².

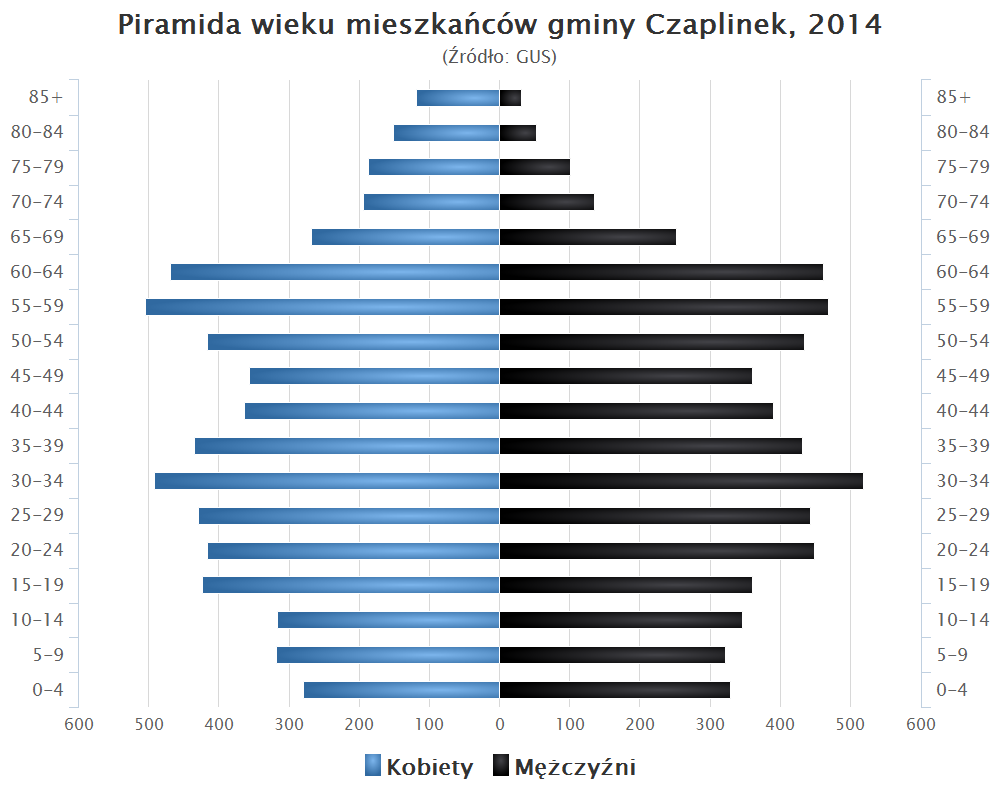
Piramida wieku mieszkańców gminy Czaplinek w 2014 roku

Dane z 31 grudnia 2016 r.:
| Opis           | Ogółem | Ogółem | Kobiety | Kobiety | Mężczyźni | Mężczyźni |
| -------------- | ------ | ------ | ------- | ------- | --------- | --------- |
| Jednostka      | osób   | %      | osób    | %       | osób      | %         |
| Populacja      | 11 974 | 100    | 5832    | 48,71   | 6142      | 51,29     |
| Miasto         | 7143   | 59,65  | 3424    | 28,60   | 3719      | 31,06     |
| Obszar wiejski | 4831   | 40,35  | 2408    | 20,11   | 2423      | 20,24     |

## Przyroda
Całą północną część gminy zajmuje Drawski Park Krajobrazowy z najgłębszym jeziorem województwa Jezioro Drawsko (pow. prawie 19 km²) i rezerwatami Brunatna Gleba i Prosino. Przez gminę i jezioro przepływa także rzeka Drawa dostępna dla kajaków na całej długości. Jezioro Żerdno i połączone kanałami z nim jeziora i rzeki tworzą szlaki kajakowe prowadzące aż do Szczecinka i Wałcza.

## Infrastruktura i transport

### Transport drogowy
Przez gminę Czaplinek prowadzi droga krajowa nr 20 ze Stargardu do Gdyni, łącząca miasto przez Złocieniec (15 km) z Drawskiem Pomorskim (30 km) i przez Silnowo (20 km) ze Szczecinkiem (40 km) oraz drogi wojewódzkie:
- nr 163 do Połczyna-Zdroju (28 km) i Wałcza (36 km)
- nr 171 do Barwic (23 km)
- nr 177 do Mirosławca (28 km).

### Transport kolejowy
Czaplinek uzyskał połączenie kolejowe w 1877 r. po doprowadzeniu linii kolejowej z Runowa Pomorskiego. Rok później otwarto odcinek przez Szczecinek do miasta Czarne łącząc tym samym linię z Chojnicami. Linia nie została zelektryfikowana, obecnie kursuje po niej autobus szynowy. W 1908 r. otwarta została druga linia przez Jastrowie i wieś Węgierce do Złotowa. W 1945 r. linia została rozebrana. Obecnie w gminie czynna jest jedna stacja kolejowa Czaplinek oraz dwa przystanki: Żelisławie, i Czarne Małe.

### Poczta
W gminie czynne są cztery urzędy pocztowe: Czaplinek (nr 78-550), Siemczyno (nr 78-551), Kluczewo (nr 78-552) i Broczyno (nr 78-553).

## Administracja
W 2016 r. wykonane wydatki budżetu gminy Czaplinek wynosiły 42,8 mln zł, a dochody budżetu 43,8 mln zł. Zobowiązania samorządu (dług publiczny) według stanu na koniec 2016 r. wynosiły 21,2 mln zł, co stanowiło 48,4% poziomu dochodów.
Gmina jest obszarem właściwości Sądu Rejonowego w Drawsku Pomorskim. Sprawy z zakresu ubezpieczeń społecznych oraz sprawy gospodarcze są rozpatrywane przez Sąd Rejonowy w Koszalinie. Gmina jest obszarem właściwości Sądu Okręgowego w Koszalinie. Gmina (właśc. powiat drawski) jest obszarem właściwości miejscowej Samorządowego Kolegium Odwoławczego w Koszalinie.
Mieszkańcy gminy Czaplinek razem z mieszkańcami gminy Wierzchowo wybierają 5 radnych do Rady Powiatu Drawskiego, a radnych do Sejmiku Województwa Zachodniopomorskiego w okręgu nr 3. Posłów na Sejm wybierają z okręgu wyborczego nr 40, senatora z okręgu nr 99, a posłów do Parlamentu Europejskiego z okręgu nr 13.
Gminie Czaplinek utworzyła 29 jednostek pomocniczych, będących sołectwami – najwięcej w powiecie.
- Sołectwa:

Broczyno, Byszkowo, Czarne Małe, Czarne Wielkie, Drahimek, Głęboczek, Kluczewo, Kołomąt, Kuszewo, Łazice, Łąka, Łysinin, Machliny, Niwka, Nowe Drawsko, Ostroróg, Piaseczno, Pławno, Prosinko, Prosino, Psie Głowy, Rzepowo, Siemczyno, Sikory, Stare Drawsko, Stare Gonne, Trzciniec, Żelisławie i Żerdno.

## Miejscowości
- Miasto:

Czaplinek
- Wsie:

Brzezinka, Kuźnica Drawska, Motarzewo, Piekary, Broczyno, Byszkowo, Czarne Małe, Czarne Wielkie, Drahimek, Głęboczek, Kluczewo, Kołomąt, Kuszewo, Łazice, Łąka, Łysinin, Machliny, Niwka, Nowe Drawsko, Ostroróg, Piaseczno, Pławno, Prosinko, Prosino, Psie Głowy, Rzepowo, Siemczyno, Sikory, Stare Drawsko, Stare Gonne, Trzciniec, Żelisławie, Żerdno.
- Osady:

Cichorzecze, Chmielewo, Dobrzyca Mała, Kamienna Góra, Karsno, Kosin, Miłkowo, Nowa Wieś, Podstrzesze, Stare Kaleńsko, Studniczka, Sulibórz, Turze, Wełnica, Wrześnica, Zdziersko.
- Osady bez zabudowy:

Bielice, Buszcze

## Miasta partnerskie
- Bad Schwartau
- Grimmen
- Lychen
- Marlow
- Ratekau